# Талија (алманах)
Талија (алманах) је издат 1829. године у Пешти.

## Издавач
Јулијана Радивојевић, дев. Вијатовић (1978—1937), рођена у Вршцу, издала је алманах Талија 1829. године, први забавник чији је издавач жена. Удала се 1920. године за Макса Радивојевића и са њим живела у Пешти. У очима неких истраживача добила је и статус прве српске новинарке.

## О зборнику
Талија се сматра за један од наших најкњижевнијих алманаха прве половине 19. века, са највише склада у распореду прилога и композицији рубрика. Уз то, посебан квалитет алманаха је да су прилози написани скоро чистим народним језиком.

### Сарадници
Талија се сврстава у ауторске алманахе, јер сви прилози потичу од издавача.